# 魏保羅
魏保羅（1877年—1919年10月29日）为真耶穌教會的主要创始人 。真耶穌教會强调真神才是教会的創設者，称魏保羅为真神選召的僕人，该會初期的重要工人 。
魏保羅原名魏恩波，1877年出生于直隶（河北）保定府容城縣午方村西莊。他幼年失学，16岁去北京学纸行生意，成年后在北京崇文门外磁器口东茶食胡同开恩信永布店，1903年，伦敦会信徒王德顺引导他去磁器口伦敦会慕道，一年后，魏恩波全家在东单双旗杆伦敦会密志文牧师处受洗礼入教，此后每逢星期日布店休业，店员30多人同去参加礼拜。1911年变卖房产得三千元资助磁器口伦敦会自立。但是后来因纳妾，干犯十诫，被伦敦会革除。
1916年6月，魏保羅身患重病，医药无效。9月14日，他接受使徒信心会新圣民长老为其抹油按手祷告。数日后病愈，于是在兴隆街使徒信心会的贲德新牧师（美国人）处接受浸礼，加入使徒信心会。此后，他开始守安息日，并热切追求灵浸、说方言的经历。
1917年5月23日到7月1日，魏氏自称得到圣灵引导，在黄村镇一连禁食39天，期间从事祷告、路旁布道及施浸等活动。 5月28日，他在祷告时，自称受圣灵引导，前往永定门外大红门河中，并奉主耶穌的名，面向下受浸；改名魏保罗，此后又改姓耶 ， 并立志献身传道。
5月30日，魏保罗自称圣灵指示他6条更正教规：（1）必须求圣灵的浸；（2）必须受全身下水的浸礼；（3）奉主耶稣基督的名施浸，不可奉父子圣灵的名施浸；（4）必须谨守安息日；（5）要取消牧师的称呼；（6）不可称上帝，要称神或真神。6月14日，他向各教派共计48单位寄出这些更正教规。7月2日，魏保罗结束禁食，回到北京，热切传教。至8月10日，已成立黄村、南苑、北京（前门外打磨厂恩振华布庄，1916年魏保羅新开设的第2间绸布店）最早的三处真耶稣教会。1918年1月2日，魏保罗写信给警察总厅吴镜潭总监，申请在恩振华布庄开设真耶稣教会，该教会的会名由此而确定。
魏保罗屡次到各教派教堂，包括黄村美以美会 、天津基督教青年会 等处，与之辩论，指斥其为假教会，而受到对方的打骂。魏保罗曾在天津和北京被关押进监牢两次，他引用民国约法第三条信教自由条款，而被释放。
魏保罗为宣传其教义，大量印刷更正教规，寄往全国各地。为此他变卖家乡土地，以支持其费用。1919年2月1日，魏保罗又在北京创办《万国更正教报》，免费发行，寄往全国各地。
自1917年9月起，魏保罗曾数次前往河北、天津、山东等地传道。1918年在天津为张灵生按手祈祷，此后张获得能力，回山东传道。
魏保羅的工作持续了二年多时间。1919年10月29日，魏保羅设立张灵生和梁钦明接任监督，下午5时，在大笑中喊叫：「看哪，天使天军吹打着接我来了！」 气绝而逝。魏保羅之子魏以撒（原名魏文祥）继续其父的工作，於華北各省傳道，以行神跡的方式吸引了许多信徒，建立多处教會：1922年在上蔡建立河南省第一处真耶稣教会，1924年在锦州建立辽宁省第一处真耶稣教会，在延吉建立吉林省第一处真耶稣教会，1938年在宝鸡建立陕西省第一处真耶稣教会，1943年于兰州建立甘肃省第一处真耶稣教会。

## 参看
- 中國真耶穌教會史,
- 張靈生,
- 張巴拿巴。
- 真耶稣教会历史史迹考 （页面存档备份，存于）